# Портімоненсі (футбольний клуб)
«Портімоненсі» (порт. Portimonense Sporting Clube) — португальський футбольний клуб з міста Портімау, заснований 1914 року. Виступає у Сегунда-Лізі Португалії. Домашні матчі проводить на Муніципальному стадіоні Портімау, який вміщує 9 544 глядачів.

## Історія
Футбольний клуб «Портімоненсе» було організовано 14 січня 1914 року групою друзів в майстерні з ремонту взуття сеньйора Амадеу Андраде. Тоді ж були узгоджені й кольори форми - біло-чорні стрічки на футболках з чорним комірцем, білі труси та чорні гетри. Злет «Портімоненсе» припав на 80-ті роки, коли клуб постійним учасником вищого дивізіону Португалії. В сезоні 1984-85 команда зайняла 5-те місце, зігравши тоді внічию 0-0 вдома зі «Спортінгом» та «Бенфікою», що дало їй право виступати в Кубку УЄФА 1985-86. В 90-х та 2000-х роках «Портімоненсе» грав переважно в Сегунда-Лізі, лише один сезон провівши в третьому дивізіоні. Сезон 2009-10 команда почала під керівництвом ангольського спеціаліста Літу Відігаля, який по ходу сезону перейшов в клуб «Уніау Лейрія». Керівництво прийняв колишній гравець «Спортінга» Літуш, який вивів «Портімоненсе» в Прімейра-Лігу вперше за 20 років.